# Вулгара (Олимп)
Вулга̀ра (на гръцки: Βουλγάρα) е планина в Егейска Македония и Тесалия, Гърция, на практика северозападно продължение на Олимп. Висока е 1683 m.

## Описание
Вулгара е малка планина, разположена в южната част на Катеринско и в северната на Лариско. На изток и североизток е отделена от Шапка (Титарос) с прохода (1020 m) Палиодервено, където минава пътят Катерини - Еласона, както и от долината на Агиос Димитриос и река Петриотико. От Олимп е отделена от прохода (1220 m) Ставрос (Сурдани) и река Макрирема. Реката Петриотико и реката Макрирема се сливат в пролома Петра и след това се вливат в Мавронери.
Скалите на планината са гнайси, амфиболити и кристални варовици.
Изкачването до върха може да стане от село Кокинопилос (Кокинопло, 1160 m) за около 4 часа.
| Име               | Име                | Височина        | Местоположение                 |
| ----------------- | ------------------ | --------------- | ------------------------------ |
| Вулгара           | Βουλγάρα           | 1683 m          | С от Кокинопилос (Кокиноплос)  |
| Болария           | Μπολαρία           | 1184 m          | ЮИ от Агиос Димитриос          |
| Гувес             | Γούβες             | 1355 m          | И от Агиос Димитриос           |
| Кардарас          | Καρδαράς           | 1521 m          | СЗ от Кокинопилос (Кокиноплос) |
| Копанес           | Κοπάνες            | 1488 m          |                                |
| Корифи, Лумалейка | Κορυφή, Λουμαλέϊκα | 938 m           |                                |
| Лизадико          | Λιζάδικο           | 1267 m - 1240 m |                                |
| Маври Камбана     | Μαύρη Καμπάνα      | 1149 m          |                                |
| Магула            | Μαγούλα            | 951 m           |                                |
| Скопия            | Σκοπιά             | 1357 m          |                                |
| Спатес            | Σπάθες             | 1268 m          | С от Кокинопилос (Кокиноплос)  |
| Трохало           | Τρόχαλο            | 1530 m          | С от Кокинопилос (Кокиноплос)  |
| Трохало           | Τρόχαλο            | 1081 m          | СИ от Агиос Димитриос          |
| Хляра, Хуляра     | Χλιαρά (ή Χουλιάρα | 739 m           | СИ от Агиос Димитриос          |
| Цикрика           | Τσικρικά           | 1094 m          | СИ от Агиос Димитриос          |
| Цублека           | Τσουμπλέκα         | 1011 m          | З от Кокинопилос (Кокиноплос)  |